# Turloch

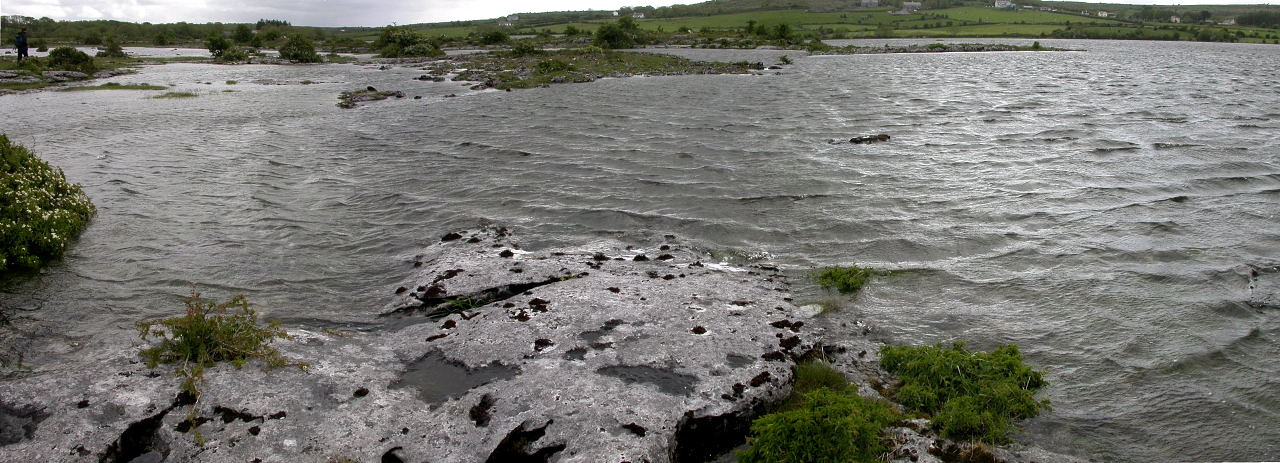
Turloch i Carran, County Clare, Irland. Vattennivån är hög efter en period av mycket regn. Bilden är tagen i slutet av maj 2005.

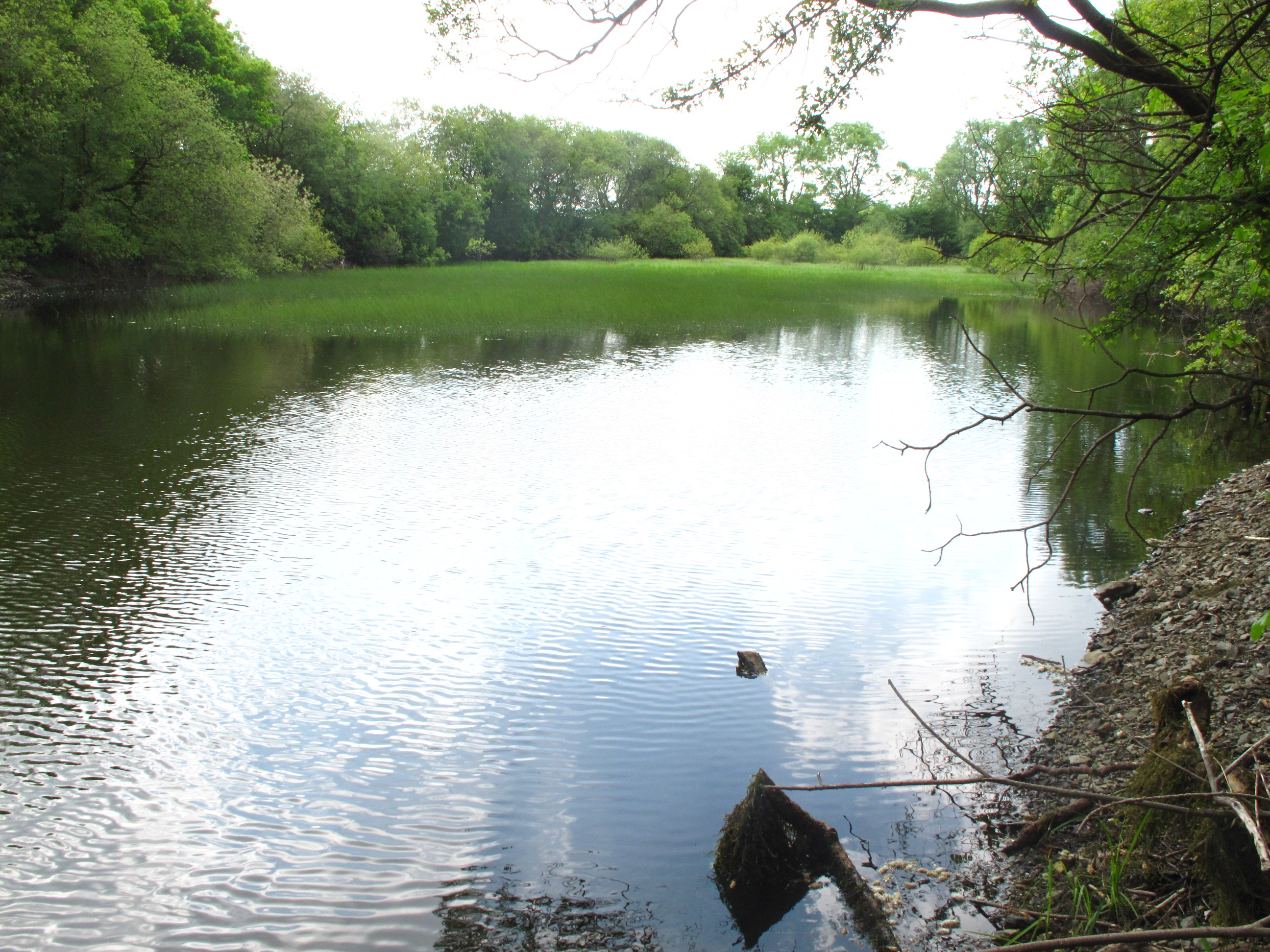
Pant y Llyn i södra Wales

En turloch (turlough på engelska) är en periodisk vattenförekomst som mestadels återfinns i  kalkstenskarstområden på Irland, väster om floden Shannon. Namnet kommer från iriskans tur, som betyder "torr", och loch, som betyder "sjö". Vattenförekomsterna fylls och töms i samband med förändringar i grundvattennivån, och är vanligtvis mycket låga eller tomma under sommaren och hösten och fulla på vintern. När grundvattennivåerna sjunker rinner vattnet bort under jorden genom sprickor i den karstiska kalkstenen.
Turlocher är ett fenomen som är nästan helt unikt för Irland. Det finns dock även ett exempel i Wales, Pant-y-Llyn vid Cernydd Carmel nära Llandeilo. De är av stort intresse för många forskare: geomorfologer är intresserade av hur turlocher bildades, hydrologer försöker förklara vad som gör att turlocher svämmar över, botaniker studerar den ovanliga vegetationen som täcker turlochernas botten och zoologer studerar djuren som är förknippade med turlocher.
Turlocher finns mestadels på låglandet väster om Shannon, i grevskapen Galway, Clare, Mayo och Roscommon, även om några också finns på andra ställen, bland annat i Limerick, Sligo, Longford och Cork.
Rahasane turloch i Galway är idag den största turlochen i Irland, och är en viktig plats för migrerande och övervintrande fåglar. Den är bland annat känd för sina bläsgäss, sångsvanar, och krickor.
Turlocher har vanligtvis en specifik plats på botten där vatten rinner in och ut, det vill säga ett slukhål (slugaire på iriska). Oftast är denna hålighet fylld med stenar. I vissa större turlocher är hålet permanent under vatten, vilket gör att helt vattenlevande växter och djur kan överleva.

## Fauna
Vattendragens periodiska förändringar gör dem till utmanande miljöer för vattenlevande djurliv. Turlocher saknar vanligtvis fisk (även om klibba kan överleva genom att dra sig tillbaka i sprickorna i större turlacher), men grodor och vattensalamandrar kan ibland leka i dem. Bristen på rovfisk gör att vissa vanligtvis sällsynta ryggradslösa djur, som Eurycercus glacialis, kan frodas. Ett antal skalbaggar som finns på få eller inga andra platser i Irland kan återfinnas i turlocher, däribland Hygrotus quinquelineatus, Coelambus impressopunctatus, Graptodytes bilineatus, Agabus labiatus och A. nebulosus. Andra ryggradslösa djur kan också förekomma, däribland gälbladfotingar, plattmaskar och sniglar.